# Belisana ketambe
Belisana ketambe är en spindelart som beskrevs av Huber 2005. Belisana ketambe ingår i släktet Belisana och familjen dallerspindlar. Inga underarter finns listade.